# Liste des députés du Gers
Liste des députés du Gers 

## États généraux puis Assemblée constituante de 1789
- Mathieu Guiraudez de Saint-Mézard
- Raymond Ducastaing
- Charles Laborde
- Jean-Phinée-Suzanne de Luppé
- Jean-Paul d'Angosse
- Armand-Jean-Jacques du Lau de Lusignan
- Blaise-Thérèse Sentetz
- Joachim Perez du Gief
- Jean-Jacques de Laterrade
- Jean-Louis Laclaverie
- Jean-Marie Pelauque-Béraut
- Jean Meyniel

## Assemblée législative (1791-1792)
- Joseph Capin
- Jean Tartanac
- Bernard Descamps
- Jean-Baptiste Latané
- Joseph Laguire
- Louis Bon de Montaut
- Pierre Barris
- Pierre Ichon
- Antoine Louis La Plaigne

## Convention nationale(1792-1795)
- Joseph-Nicolas Barbeau du Barran
- Joseph Capin
- Joachim Perez du Gief
- Bernard Descamps
- Joseph Laguire
- Louis Bon de Montaut
- Pierre Ichon
- François Bousquet
- Antoine Louis La Plaigne
- Jean Moysset

## Conseil des Cinq-Cents(1795-1799)
- Jean-Pierre Laborde
- Thomas Laclaverie
- Joachim Perez du Gief
- Paul Gauran
- Bernard Descamps
- Jean Carrere-Lagarière
- Jean-Baptiste Desmolin
- Antoine Louis La Plaigne
- François Lassalle-Cezeau
- Raymond Cazaux-La-Sola

## Corps législatif(1800-1814)
- Jean-Pierre Laborde
- Henri Saint-Pierre-Lespéret
- Jean-Henri de Trenqualye de Maignan
- Raymond Cazaux-La-Sola
- Joseph de Pérès

## Chambre des députés des départements (1reRestauration)
- Jean-Pierre Laborde
- Jean-Henri de Trenqualye de Maignan
- Joseph de Pérès

## Chambre des représentants (Cent-Jours)
- Antoine-Louis de Percin
- Jean-Pierre Cenac-Moncaut
- Jean-Pierre Laborde
- Joseph-Nicolas Barbeau du Barran
- Augustin Loubens
- François-Michel Lantrac
- Jean-Marie Gèze

## Chambre des députés des départements (2eRestauration)

### Irelégislature(1815–1816)
- Marie-Jean Hugolin de Grisony
- Marie-Barthélemy de Castelbajac
- Armand de Laroque

### IIelégislature(1816-1823)
- Marie-Barthélemy de Castelbajac
- Louis Antoine Marie Victor de Galard-Terraube
- François Thézan de Biran
- Joseph Lagrange
- Jean-Baptiste Delong
- Caprais de Grossolles-Flamarens
- Louis Germain Duplan
- Louis de Cassaignoles

### IIIelégislature(1824-1827)
- Georges de Burosse
- Louis Antoine Marie Victor de Galard-Terraube
- François Thézan de Biran
- Caprais de Grossolles-Flamarens
- Louis Germain Duplan

### IVelégislature(1828-1830)
- Jean-Louis de Lamezan de Salin
- Dominique de Brunet de Castelpers de Panat
- Jean Joseph Domezon
- Henry Nicolas François de Mauléon
- Georges de Burosse

### Velégislature(23 juin 1830-28 juillet 1830)
- Jean-Louis de Lamezan de Salin
- Jean-Charles Persil
- Jean Joseph Domezon
- Georges de Burosse
- Aimé-Charles-Zacharie-Élisabeth de Gontaut-Biron

## Chambre des députés (Monarchie de Juillet)

### IreLégislature(1830-1831)
- Jean-Louis de Lamezan de Salin
- Jean-Charles Persil
- Jean Joseph Domezon
- Georges de Burosse
- Aimé-Charles-Zacharie-Élisabeth de Gontaut-Biron

### IIeLégislature(1831-1834)
- Louis Sébastien Gavarret remplacé en 1833 par Alfred Lannes de Montebello
- Jean Pierre Barada
- Jean-Charles Persil
- Jacques-Gervais Subervie
- Louis Galabert

### IIIeLégislature(1834-1837)
- Jean Lacave-Laplagne
- Jean Pierre Barada
- Jean-Charles Persil
- Jacques-Gervais Subervie
- François Henri Troy

### IVeLégislature(1837-1839)
- Jean Lacave-Laplagne
- Jean Pierre Barada
- Jean-Charles Persil
- Jacques-Gervais Subervie
- François Henri Troy

### VeLégislature(1839-1842)
- Joseph Eugène Persil
- Jean Lacave-Laplagne
- Jean Pierre Barada
- Dominique de Brunet de Castelpers de Panat
- Jacques-Gervais Subervie

### VIeLégislature(1842-1846)
- Nicolas Jules Persil
- Jean Lacave-Laplagne
- Narcisse-Achille de Salvandy
- Jean Pierre Barada
- Dominique de Brunet de Castelpers de Panat

### VIIeLégislature(17/08/1846-24/02/1848)
- Nicolas Jules Persil
- Léonce Guilhaud de Lavergne
- Charles Ferron de La Ferronnays
- Jean Lacave-Laplagne
- Jean Pierre Barada

## IIeRépublique
Élections au suffrage universel masculin à partir de 1848

### Assemblée nationale constituante (1848-1849)
- Victor Gounon
- Pierre Achille Carbonneau
- Raymond Aylies
- François Alem-Rousseau
- Théodore Boubée
- Louis Sébastien Gavarret
- Irénée François David

### Assemblée nationale législative (1849-1851)
- Frédéric Lagrange
- Pierre Duputz
- Jean Belliard (homme politique)
- Pierre Achille Carbonneau
- Pierre Vincent Joret
- Louis Sébastien Gavarret
- Dominique de Brunet de Castelpers de Panat

## Second Empire

### Irelégislature(1852-1857)
- Frédéric Lagrange
- Bernard-Adolphe de Cassagnac
- Jean Belliard (homme politique)

### IIelégislature(1857-1863)
- Frédéric Lagrange
- Bernard-Adolphe de Cassagnac
- Jean Belliard (homme politique)

### IIIelégislature(1863-1869)
- Frédéric Lagrange
- Bernard-Adolphe de Cassagnac
- Jean Belliard (homme politique)

### IVelégislature(1869-1870)
- Frédéric Lagrange
- Bernard-Adolphe de Cassagnac
- Raymond Aylies

## IIIeRépublique

### Assemblée nationale(1871-1876)
- Louis Lacave-Laplagne, Centre droit
- Anselme Batbie, Centre droit
- Victor Luro, Centre droit
- Jean-Baptiste Dumon, Extrême-droite
- Bernard-Gabriel-Xavier d'Abbadie de Barrau, Extrême-droite
- Albert de Rességuier, Union des droites

### Irelégislature(1876-1877)
- Paul de Cassagnac
- Justin Fauré
- Albert Descamps
- Jules-Victor Peyrusse
- Bertrand Granier de Cassagnac

### IIelégislature(1877-1881)
- Bertrand Granier de Cassagnac décédé en 1880, remplacé par Georges Granier de Cassagnac
- Paul de Cassagnac
- Justin Fauré
- Jules-Victor Peyrusse invalidé en 1878, remplacé par Jean David (homme politique)
- Albert Descamps (homme politique)

### IIIelégislature(1881-1885)
- Paul de Cassagnac
- Justin Fauré
- Ferdinand Daynaud
- Jean David (homme politique)
- Albert Descamps (homme politique)

### IVelégislature(1885-1889)
- Paul de Cassagnac
- Justin Fauré
- Ferdinand Daynaud
- Jules-Victor Peyrusse

### Velégislature(1889-1893)
- Mirande : Paul de Cassagnac, Conservateur
- Lombez : Justin Fauré, Conservateur
- Condom : Ferdinand Daynaud, Bonapartiste
- Lectoure : Albert Descamps, Républicain
- Auch : Jules-Victor Peyrusse, Bonapartiste

Source : journal Le Temps du 24 septembre et du 8 octobre 1889 sur Gallica,.

### VIelégislature(1893-1898)
- Mirande : Olivier Bascou, Républicain
- Auch : Paul Decker-David, Républicain
- Lectoure : Thierry Cazes, Radical
- Lombez : Émile Thoulouse, Républicain
- Condom : Odilon Lannelongue, Républicain

Source : journal Le Temps du 22 août et du 5 septembre 1893 sur Gallica,.

### VIIelégislature(1898-1902)
- Auch : Paul Decker-David, Radical Socialiste
- Condom : Joseph Lasies, Bonapartiste
- Lombez : André Delieux, Radical Socialiste
- Lectoure : Jules Delpech-Cantaloup, Bonapartiste
- Mirande : Paul de Cassagnac, Bonapartiste

Source : journal Le Temps du 10 mai et du 24 mai 1898 sur Gallica,.

### VIIIelégislature(1902-1906)
- Lombez : Henri de Pins, Conservateur
- Mirande : Joseph Noulens, Radical
- Auch : Paul Decker-David, Radical
- Condom : Joseph Lasies, Conservateur
- Lectoure : Thierry Cazes, Radical socialiste

Source : journal Le Temps du 29 avril et du 13 mai 1902 sur Gallica,.

### IXelégislature(1906-1910)
- Lombez : Henri de Pins, Républicain Nationaliste
- Mirande : Joseph Noulens, Républicain (Union démocratique)
- Auch : Paul Decker-David, Gauche Radicale Socialiste
- Condom : Joseph Lasies, Républicain Nationaliste
- Lectoure : Thierry Cazes, Gauche Radicale Socialiste

Sources : Journal Le Temps du 6 et du 22 mai 1906 sur Gallica - ,.

### Xelégislature(1910-1914)
- Lombez : Isidore Tournan, Républicain socialiste
- Auch : Aristide Samalens, Gauche radicale
- Mirande : Joseph Noulens, Gauche radicale
- Condom : Alexandre Dufrèche, Radical socialiste
- Lectoure : Thierry Cazes, Radical socialiste

Sources : Journal Le Temps du 24 avril et du 8 mai 1910 sur Gallica - ,.

### XIelégislature(1914-1919)
- Auch : Abel Gardey, Radical socialiste
- Lombez : Isidore Tournan, Républicain socialiste
- Mirande : Joseph Noulens, Gauche radicale
- Condom : Alexandre Dufrèche, Radical socialiste, décédé le 4 juin 1919, non remplacé
- Lectoure : Thierry Cazes, Radical socialiste

Sources : Journal Le Temps du 28 avril et du 12 mai 1914 sur Gallica - ,.

### XIIelégislature(1919-1924)
Les élections législatives de 1919 furent organisées au scrutin proportionnel de liste. Elles marquèrent au niveau national la victoire du "Bloc national" de centre-droit.
Liste d'Union républicaine nationale
- Marcel Gounouilhou, Action républicaine et sociale
- Paul Granier de Cassagnac, Indépendant de droite
- Joseph Barthélemy, Action républicaine et sociale

Liste d'Union républicaine et sociale pour la rénovation nationale
- Joseph Ducaud, Parti radical et radical-socialiste
- Jean Sénac, Parti radical et radical-socialiste

Source : Barodet sur le site de l'Assemblée Nationale - https://bibnum.sciencespo.fr/s/catalogue/ark:/46513/sc16m2kz#?c=&m=&s=&cv=

### XIIIelégislature(1924-1928)
Les élections législatives de 1924 furent organisées au scrutin proportionnel de liste. Elles marquèrent au niveau national national la victoire du "Cartel des gauches".
Liste du Cartel des Gauches
- Étienne Naples, Conseiller général, maire de Condom (Parti radical et radical-socialiste)
- Jean Sénac, Conseiller général, maire de Miélan (Parti radical et radical-socialiste)

Liste d'Union républicaine nationale
- Joseph Barthélemy, Gauche républicaine démocratique

Source : Barodet sur le site de l'Assemblée Nationale - https://bibnum.sciencespo.fr/s/catalogue/ark:/46513/sc16m1m0#?c=&m=&s=&cv=

### XIVelégislature(1928-1932)
Les élections législatives furent au scrutin d'arrondissement majoritaire à deux tours de 1928 à 1936.
- Auch - Lombez : Camille Catalan, Radical-socialiste
- Mirande : Olivier Bascou, Gauche radicale
- Condom - Lectoure : Joseph Masclanis, Gauche radicale

Source : Élections législatives 22-29 avril 1928 de Georges Lachapelle - https://gallica.bnf.fr/ark:/12148/bpt6k320439r.texteImage#

### XVelégislature(1932-1936)
- Auch - Lombez : Camille Catalan, Radical-socialiste
- Condom - Lectoure : Henri Mahagne, Radical-socialiste
- Mirande : Jean Sénac, Radical-socialiste

### XVIelégislature(1936-1940)
- Mirande : Paul Saint-Martin, SFIO, décédé le 16 juin 1940
- Condom / Lectoure : Louis-François Dubosc, SFIO
- Auch : Camille Catalan, Radical-socialiste

## Gouvernement provisoire de la République Française (1944-1946)

### Première assemblée constituante (1945-1946)
Edmond Castera (PCF)
Alexandre Baurens (SFIO)
Fernand Mauroux (MRP)

### Deuxième assemblée constituante (juin-novembre 1946)
Edmond Castera (PCF)
Alexandre Baurens (SFIO)
Fernand Mauroux (MRP)

## IVeRépublique

### Première législature (1946-1951)
Edmond Castera (PCF)
Alexandre Baurens (SFIO)
Fernand Mauroux (MRP)

### Deuxième législature (1951-1956)
Edmond Castera (PCF)
Alexandre Baurens (SFIO)
Abel Gardey (Radical)

### Troisième législature (1956-1958)
Edmond Castera (PCF)
Alexandre Baurens (SFIO)
Patrice Brocas (Radical)

## VeRépublique

### Irelégislature(1958-1962)
| Circonscription          | Député                | Parti | Parti | Suppléant      | Autres mandats                                          |
| ------------------------ | --------------------- | ----- | ----- | -------------- | ------------------------------------------------------- |
| Première circonscription | Patrice Brocas        |       | RAD   | Robert Dauzère | Conseiller général du canton de Samatan                 |
| Deuxième circonscription | Pierre de Montesquiou |       | CR    | Henry Lamor    | Conseiller général du canton de Gimont, maire de Marsan |

### IIelégislature(1962-1967)
| Circonscription     | Député                | Parti | Parti | Suppléant     | Autres mandats                                          |
| ------------------- | --------------------- | ----- | ----- | ------------- | ------------------------------------------------------- |
| 1re circonscription | Paul Vignaux          |       | SFIO  | Edmond Dutilh | Conseiller général, maire de Lombez                     |
| 2e circonscription  | Pierre de Montesquiou |       | CR    | Henry Lamor   | Conseiller général du canton de Gimont, maire de Marsan |

### IIIelégislature(1967-1968)
| Circonscription     | Député                | Parti | Parti | Suppléant        | Autres mandats                                          |
| ------------------- | --------------------- | ----- | ----- | ---------------- | ------------------------------------------------------- |
| 1re circonscription | Paul Vignaux          |       | SFIO  | Edmond Dutilh    | Conseiller général, maire de Lombez                     |
| 2e circonscription  | Pierre de Montesquiou |       | CR    | Eugène Tandonnet | Conseiller général du canton de Gimont, maire de Marsan |

### IVelégislature(1968-1973)
| Circonscription     | Député                | Parti | Parti | Suppléant     | Autres mandats                                          |
| ------------------- | --------------------- | ----- | ----- | ------------- | ------------------------------------------------------- |
| 1re circonscription | Paul Vignaux          |       | SFIO  | Edmond Dutilh | Conseiller général, maire de Lombez                     |
| 2e circonscription  | Pierre de Montesquiou |       | CR    | Jean Faget    | Conseiller général du canton de Gimont, maire de Marsan |

### Velégislature(1973-1978)
| Circonscription     | Député                | Parti | Parti | Suppléant      | Autres mandats                                            |  |
| ------------------- | --------------------- | ----- | ----- | -------------- | --------------------------------------------------------- |  |
| 1re circonscription | Jean Laborde          |       | PS    | Pierre Duffort | Conseiller général du canton d'Auch-Nord-Est              |  |
| 2e circonscription  | Pierre de Montesquiou |       | CDP   | Jean Faget     | Conseiller général du canton de Mauvezin, maire de Marsan |  |

### VIelégislature(1978-1981)
| Circonscription     | Identité      | Parti | Autres mandats                                     | Suppléant            |
| ------------------- | ------------- | ----- | -------------------------------------------------- | -------------------- |
| 1re circonscription | Jean Laborde  | PS    | Maire d'Auch, président du conseil général du Gers | Jean-Jacques Lassave |
| 2e circonscription  | André Cellard | PS    | Maire de Saint-Clar                                | Lydie Dupuy          |

### VIIelégislature(1981-1986)
| Circonscription     | Identité      | Parti | Autres mandats                                     | Suppléant            |
| ------------------- | ------------- | ----- | -------------------------------------------------- | -------------------- |
| 1re circonscription | Jean Laborde  | PS    | Maire d'Auch, président du conseil général du Gers | Jean-Jacques Lassave |
| 2e circonscription  | André Cellard | PS    | Maire de Saint-Clar                                | Lydie Dupuy          |

### VIIIelégislature(1986-1988)
| Identité              | Parti | Autres mandats                                          |
| --------------------- | ----- | ------------------------------------------------------- |
| Jean Laborde          | PS    | Maire d'Auch                                            |
| Aymeri de Montesquiou | UDF   | Maire de Marsan, conseiller général du canton de Gimont |

Pas de suppléants (scrutin proportionnel).

### IXelégislature(1988-1993)
| Circonscription     | Identité           | Parti | Autres mandats                                                                 | Suppléant   |
| ------------------- | ------------------ | ----- | ------------------------------------------------------------------------------ | ----------- |
| 1re circonscription | Jean Laborde       | PS    | Maire d'Auch                                                                   | ?           |
| 2e circonscription  | Jean-Pierre Joseph | PS    | Président du Conseil général du Gers, conseiller général du canton de Lectoure | Pierre Bret |

### Xelégislature(1993-1997)
| Circonscription     | Identité              | Parti | Autres mandats                                                                               | Suppléant        |
| ------------------- | --------------------- | ----- | -------------------------------------------------------------------------------------------- | ---------------- |
| 1re circonscription | Yves Rispat           | RPR   | Président du Conseil général du Gers, conseiller général du canton d'Aignan, maire de Lupiac | Jacques Brussiau |
| 2e circonscription  | Aymeri de Montesquiou | UDF   | Conseiller général du canton de Gimont, maire de Marsan                                      | Gérard Bézerra   |

### XIeLégislature (1997-2002)
| Circonscription     | Identité       | Parti | Autres mandats                                              | Suppléant         |
| ------------------- | -------------- | ----- | ----------------------------------------------------------- | ----------------- |
| 1re circonscription | Claude Desbons | PS    | Maire d'Auch                                                | Jean-Pierre Pujol |
| 2e circonscription  | Yvon Montané   | PS    | Conseiller général du canton de Mauvezin, maire de Mauvezin | Gisèle Biémouret  |

### XIIeLégislature (2002-2007)
| Circonscription                  | Identité           | Parti | Suppléant              |
| -------------------------------- | ------------------ | ----- | ---------------------- |
| Première circonscription du Gers | M. Philippe Martin | PS    | M. Jean-Pierre Pujol   |
| Deuxième circonscription du Gers | M. Gérard Dubrac   | UMP   | Mme Christiane Pieters |

### XIIIelégislature(2007-2012)
| Circonscription                  | Identité             | Parti | Suppléant            |
| -------------------------------- | -------------------- | ----- | -------------------- |
| Première circonscription du Gers | M. Philippe Martin   | PS    | M. Jean-Pierre Pujol |
| Deuxième circonscription du Gers | Mme Gisèle Biémouret | PS    | M. Georges Courtes   |

### XIVelégislature(2012-2017)
| Circonscription                  | Identité             | Parti | Suppléant          | Autres mandats                                                              |
| -------------------------------- | -------------------- | ----- | ------------------ | --------------------------------------------------------------------------- |
| Première circonscription du Gers | M. Philippe Martin   | PS    | M. Franck Montaugé | président du Conseil général du Gers, adjoint au maire de Valence-sur-Baïse |
| Deuxième circonscription du Gers | Mme Gisèle Biémouret | PS    | M. Philippe Dupouy | conseillère générale du canton de Condom, conseillère municipale de Condom  |

### XVelégislature(2017-2022)
| Circonscription          | Député              | Parti | Parti | Suppléant              | Autres mandats                                   |
| ------------------------ | ------------------- | ----- | ----- | ---------------------- | ------------------------------------------------ |
| Première circonscription | Jean-René Cazeneuve |       | LREM  | Véronique Thieux Louit |                                                  |
| Deuxième circonscription | Gisèle Biémouret    |       | PS    | Philippe Dupouy        | Vice-présidente du Conseil départemental du Gers |

### XVIelégislature(2022-2024)
| Circonscription          | Député              | Parti | Parti | Suppléant              | Autres mandats                                       |
| ------------------------ | ------------------- | ----- | ----- | ---------------------- | ---------------------------------------------------- |
| Première circonscription | Jean-René Cazeneuve |       | LREM  | Véronique Thieux Louit |                                                      |
| Deuxième circonscription | David Taupiac       |       | PS    | Carole Rolando         | Maire de Saint-Clar, conseiller régional d'Occitanie |

### XVIIelégislature(2024-)
| Circonscription          | Député              | Parti | Parti | Suppléant      | Autres mandats                  |
| ------------------------ | ------------------- | ----- | ----- | -------------- | ------------------------------- |
| Première circonscription | Jean-René Cazeneuve |       | EPR   | Hélène Coomans |                                 |
| Deuxième circonscription | David Taupiac       |       | LIOT  | Carole Rolando | Conseiller régional d'Occitanie |

## Anciens députés du Gers
André Cellard, Léonce Guilhaud de Lavergne, Aymeri de Montesquiou, Étienne Naples, Yves Rispat, Claude Desbons, Yvon Montané, Jean Laborde, Jean Lacave-Laplagne, Louis Lacave-Laplagne, Frédéric Lagrange, Alfred Lannes de Montebello, Louis-François Dubosc, Jean-Louis Soubdès, Bernard Descamps